# 大顎錫伯鯰
大顎錫伯鯰，為輻鰭魚綱鯰形目北非鯰科的其中一種，分布於非洲象牙海岸、賴比瑞亞及迦納的淡水流域，體長可達50公分，棲息在底層水域，屬肉食性，以昆蟲為食，生活習性不明。

## 擴展閱讀
維基物種上的相關：大顎錫伯鯰